# Lancio (casa editrice)
Lancio è una casa editrice di fotoromanzi e fumetti fondata nel 1947.

## Storia
Nata nel 1947 (la sua prima rivista era Lancio CineStadio), la casa editrice ha il suo picco di vendite negli anni 1970, periodo di grande diffusione dei fotoromanzi in Italia.
La tematica, il più delle volte ispirata all'amore, si rifaceva solitamente a generi letterari popolari come la letteratura poliziesca e favolistica.
La casa editrice ha portato al successo figure come Franco Gasparri, Michela Roc, Adriana Rame, la piccola Sabrina Di Sepio, Nuccia Cardinali, Pierre Clement, Jean Mary Carletto e Francesca Rivelli, divenuta notissima in seguito col nome di Ornella Muti. Anche Laura Antonelli interpretò, nella seconda metà degli anni sessanta, sette fotoromanzi per la Lancio. L'attore Franco Dani si cimenta ancora oggi come cantante. Altri interpreti, come Rosalba Grottesi e Max Delys alternavano il cinema all'attività per i fotoromanzi.
I legami familiari giocavano un luogo di primo piano nel casting dei fotoromanzi, sicché tra le attrici si ritrovavano anche coppie di sorelle come Claudia Rivelli-Francesca Rivelli, oppure Katiuscia-Paola Pitti o ancora Luciano Francioli-Germana Francioli.
Altri attori e attrici che hanno lavorato per la Lancio prima di approdare al cinema, teatro e TV sono: Paolo Giusti, Sebastiano Somma, Roberto Farnesi, Pascal Persiano, Patrizio Pelizzi, Fabio Bifulco (in seguito noto come Fabio Fulco), Milena Miconi, Manuela Arcuri, Caterina Balivo, Antonio Zequila, Paolo Persi, Adriana Rame, Alessia Merz, Ilary Blasi e Lucia Galeone.
La casa editrice produsse un film con i propri attori, esperimento coronato da poco successo. Cercò maggior fortuna allargandosi al genere del fumetto: venivano così lanciati sul mercato prodotti come Lanciostory sul quale pubblicarono molti noti disegnatori dell'epoca come ad esempio Rodolfo Torti, su storie scritte da sceneggiatori come Marco Di Tillo e Roberto dal Pra. E seguita, di lì a poco, da Skorpio. Entrambe le riviste sono tuttora in edicola, pubblicate dall'Editoriale Aurea.
I fotoromanzi della Lancio escono nelle edicole con le testate mensili Sogno, Kolossal, Le avventure di Lucky Martin e Le avventure di Jacques Douglas e le bimestrali Letizia, Charme e Kiss.
Dal dicembre del 2011 i fotoromanzi Lancio non escono più nelle edicole in quanto la casa editrice è stata messa in liquidazione, in seguito alla morte improvvisa del suo proprietario. Nell'agosto del 2014 la Guido Veneziani editore ha lanciato un settimanale Amori che tra gossip e interviste a personaggi della tv e rubriche varie ristampava a puntate i fotoromanzi della Lancio di cui aveva acquistato l'archivio. Tuttavia dopo sei numeri il settimanale, nel mese di settembre 2014, cessava le pubblicazioni.